# いずみ包
いずみ 包（いずみ ぽお、英名：Izumi Po, 1975年8月15日）は、日本のピン芸人。ものまね芸人。
埼玉県出身。血液型AB型。身長166cm、体重57kg。テレビ番組に出演した際は読み方が難しいため「いずみ包（ぽお）」と表記されることがある。
いわき明星大学（現：医療創生大学）在学中はヨット部に所属していた。

## 芸風
- 狂言師に扮した時は、狂言師のような言い回しで、特技のモノマネを織り交ぜたコントをする。衣装も狂言師を模したもので、プラスチックの桶などを叩きながら拍子をとる。この時には「歌いたり」のネタなどがあり、「もしもあの人がこんな歌を歌ったら」などのテーマで、合間に「歌いたり～歌いたり～」と言う台詞を入れながら芸を披露している（例：CHAGE and ASKAがクラリネットこわしちゃったを歌ったらなど）。
- 自称日本唯一のスタジオジブリ芸人[2]として、宮崎駿監督のソックリさん[3]、ジブリものまね等のネタも披露している。宮崎本人の前で披露したこともある[4]。
- 得意なものまねは、宮崎駿、美輪明宏、米良美一、田村正和、鈴木敏夫、川上量生、アニメものまね（特にジブリ作品）など。
- 歌唱力を活かした歌モノマネ、楽器の音や日常の生活音等のものまねも得意としている。
- 2022年11月1日の愛知県・ジブリパーク開園の際には、チケット予約していなかったものの軽自動車を走らせて訪問[5]。開園初日を伝えるテレビニュースに映り込み「宮崎駿監督が映り込んだ」とネットが騒然となった[5]。

## 出演

### テレビ
- エンタの天使（日本テレビ、2007年11月21日）キャッチコピーは「響楽の独り囃」
- エンタの神様（日本テレビ、2008年3月1日）キャッチコピーは「妄想の狂言師」
- 99プラス（日本テレビ、2008年7月1日）
- 爆笑!ものまねウォーズ（TBS、2011年1月3日）
- 浜ちゃんと!（日本テレビ）
- SMAP×SMAP（フジテレビ）
- 頭脳バトルBRAIN-X（BS日テレ）
- ドリームクリエイター（テレビ東京、第2期2013年1月31日、2月28日、3月21日、3月28日）
- ドリーム²クリエイター[注 1]（テレビ東京、2013年4月10日 - 2013年9月25日）
- 1番ソングSHOW「風立ちぬ」公開直前スタジオジブリの歌スペシャル！（日本テレビ、2013年7月17日）
- カスペ! ドリームチーム対抗!最強!!ものまね紅白!史上初の頂上決戦スペシャル（フジテレビ、2013年10月29日）
- 全力!ネットユーザーつくり場〜集まれ!ドリームクリエイター〜（2013年11月17日）
- 千鳥のクセスゴ!（フジテレビ、2024年15日）

### 映画
- 夢と狂気の王国（2013年11月16日、監督:砂田麻美）

### ニコニコ生放送
- ニコニコ寄席（2011年8月6日）
- ニコニコ寄席 ～第二幕～（2011年11月5日）
- 「となりのトトロ」「火垂るの墓」ブルーレイ発売記念トークイベント “忘れものを、届けにきました。”（2012年7月17日）
- 松任谷由実✕鈴木敏夫 「魔女の宅急便」「おもひでぽろぽろ」ブルーレイ発売記念トークイベント（2012年12月9日）
- ドリームクリエイター（第2期2013年1月26日、2月23日、3月16日、3月24日）※TV収録の模様を生放送配信
- ドリーム²クリエイター（2013年4月2日 - 2013年9月3日）※隔週でTV収録の模様を生放送配信
- 全力!ネットユーザーつくり場〜集まれ!ドリームクリエイター〜（2013年10月29日）※TV収録の模様を生放送配信

#### ニコニコ映画実況
＜公式・テレビ実況生放送＞
（生放送中、映像・音声は流れない。実況を楽しむ番組。）
- スタジオジブリスペシャル みんなで一緒に「もののけ姫」（2011年7月1日）
- スタジオジブリスペシャル みんなで一緒に「魔女の宅急便」（2011年7月8日）
- スタジオジブリスペシャル みんなで一緒に「海がきこえる」＆「ゲド戦記」（2011年7月15日）
- 「天空の城ラピュタ」 みんなで一緒にジブリ作品を見よう（2011年12月9日）
- 「借りぐらしのアリエッティ」 みんなで一緒にジブリ作品を見よう（2011年12月16日）
- みんなで一緒に「ルパン三世 カリオストロの城」を見よう（2012年3月30日）
- 「紅の豚」 みんなで一緒にジブリ作品を見よう（2012年4月6日）
- 「風の谷のナウシカ」 みんなで一緒にジブリ作品を見よう（2012年5月11日）
- 「千と千尋の神隠し」 みんなで一緒にジブリ作品を見よう（2012年7月6日）
- 「となりのトトロ」 みんなで一緒にジブリ作品を見よう[6]（2012年7月13日）
- 「ハウルの動く城」 みんなで一緒にジブリ作品を見よう（2013年1月4日）
- 「コクリコ坂から」 みんなで一緒にジブリ作品を見よう（2013年1月11日）
- 「耳をすませば」 みんなで一緒にジブリ作品を見よう[7]（2013年7月5日）
- 「平成狸合戦ぽんぽこ」 みんなで一緒にジブリ作品を見よう（2013年7月12日）
- 「猫の恩返し」 みんなで一緒にジブリ作品を見よう（2013年7月19日）
- 「紅の豚」 みんなで一緒にジブリ作品を見よう（2013年9月6日）
- 「火垂るの墓」 みんなで一緒にジブリ作品を見よう（2013年11月22日）
- 「おもひでぽろぽろ」 みんなで一緒にジブリ作品を見よう（2013年11月29日）
- 「風の谷のナウシカ」 みんなで一緒にジブリ作品を見よう（2013年12月27日）
- 「ゲド戦記」 みんなで一緒にジブリ作品を見よう（2014年1月17日）
- 「もののけ姫」をみんなで一緒に見よう（2014年7月4日）
- 「となりのトトロ」をみんなで一緒に見よう（2014年7月11日）
- 「借りぐらしのアリエッティ」をみんなで一緒に見よう（2014年7月18日）
- みんなで一緒に「ヱヴァンゲリヲン新劇場版:Q TV版」を見よう（2014年9月5日）
- みんなで一緒に「ルパン三世 カリオストロの城」を見よう（2015年1月16日）
- 「崖の上のポニョ」をみんなで一緒に見よう（2015年2月13日）
- 「風立ちぬ」をみんなで一緒に見よう[8]（2015年2月20日）
- 「かぐや姫の物語」をみんなで一緒に見よう（2015年3月13日）
- 「火垂るの墓」をみんなで一緒に見よう[9]（2015年8月14日）
- 「おもひでぽろぽろ」をみんなで一緒に見よう（2015年8月21日）
- 「平成狸合戦ぽんぽこ」をみんなで一緒に見よう[10]（2015年8月28日）
- 「ハウルの動く城」をみんなで一緒に見よう（2015年10月2日）
- 「思い出のマーニー」をみんなで一緒に見よう（2015年10月9日）
- 「天空の城ラピュタ」をみんなで一緒に見よう（2016年1月15日）
- 「魔女の宅急便」をみんなで一緒に見よう（2016年1月22日）
- 「もののけ姫」をみんなで一緒に見よう（2016年8月5日）
- 「コクリコ坂から」をみんなで一緒に見よう（2016年8月12日）

## ライブ
- Sun8Live
- ラ・ママ新人コント大会
- エンタメ笑LIVE など